# Gyropora africana
Gyropora africana är en nässeldjursart som beskrevs av Hilbrand Boschma 1960. Gyropora africana ingår i släktet Gyropora och familjen Stylasteridae. Inga underarter finns listade i Catalogue of Life.